# Rune Ångström
Rune Teodor Ångström, född 11 mars 1923 i byn Helsingfors i Lycksele, död 13 december 2007 i Lycksele, var en svensk politiker (folkpartist). Han var gift i sitt andra äktenskap med politikern Yvonne Ångström.
Rune Ångström var son till lantbrukare August och Olivia Ångström (fadern tog SM-silver i skidor 1916, och guld i skidbudkavle för Umedalens IF 1918). Rune började sin bana som fotbollsspelare och debuterade som 14-åring i Lyckseles A-lag. 19 år gammal uttogs han till länslaget, där han sedermera blev lagkapten. Han tog SM-guld i kombinerad lagskidåkning, samt var en framstående backhoppare. Som fotbollsspelare är han omtalad för antalet lyckade straffsparkar på rad: han gjorde 57 lyckade straffar i följd åren 1949–1953, och 53 stycken åren 1942–1949.
Han studerade nationalekonomi vid universitet i Bern och FN-folkuniversitetet i Tokyo. Han drev ett eget lantbruk i byn Helsingfors i Lycksele landskommun från 1956, arbetade 1962–1964 åt FN som informationschef och var 1964–1982 vd för ett fastighetsförvaltningsbolag. I 16 år var han verksam vid FN i Genève med nedrustningsfrågor som delegat, samt var FN-delegat i New York.
Ångström var kommunalt verksam i Lycksele stad, Lycksele landskommun och (efter kommunsammanslagningen) Lycksele kommun 1955–1973, bland annat som kommunalfullmäktiges ordförande i landskommunen 1965–1966. Han var även ledamot i Västerbottens läns landsting 1955–1994, bland annat som landstingsråd 1967-1970 och landstingsfullmäktiges ordförande 1974–1979.
Rune Ångström var livet ut starkt engagerad i idrottsrörelsen, bland annat som ordförande i Svenska simförbundet 1982–1986, samt ledde de svenska simmarna vid OS 1984. 
Ångström var riksdagsledamot för Västerbottens läns valkrets 1971–1991, och inlade då 264 egna motioner. I riksdagen var han bland annat ledamot av näringsutskottet 1976–1979, skatteutskottet 1979–1981, utrikesutskottet 1982–1988 och av Interparlamentariska delegationen. Åren 1978–1979 var han sakkunnig i idrottsfrågor i Jordbruksdepartementet.
Som riksdagspolitiker var Ångström en av dem som hårdast drev frågan om de slavliknande förhållandena i Bai Bang, som finansierades av svenska Sida och administrerades av dåvarande socialdemokratiska regeringen.
Rune Ångström var kommendör av franska Hederslegionen. Han är begravd på Berglunda begravningsplats som nu hör till Södra Lapplands pastorat.